# On the Town
On the Town is een Amerikaanse film uit 1949 van Stanley Donen en Gene Kelly met in de hoofdrollen Gene Kelly, Vera-Ellen en Frank Sinatra.
De film is gebaseerd op de gelijknamige musicalproductie die in 1944 op Broadway werd opgevoerd. De film gebruikt echter maar vier nummers uit deze musical en ook het verhaal is aangepast. Het was de eerste keer dat een musicalfilm op locatie (New York) werd opgenomen. De film was een hit in de bioscopen en won een Oscar voor Beste muziek.

## Verhaal
Gabey, Chip en Ozzie zijn matroos in de Amerikaanse marine. Hun schip is aangekomen in New York en de drie krijgen vierentwintig uur verlof. Ze stormen de loopplank af met maar één doel voor ogen, hun tijd zo goed mogelijk te besteden. Chip heeft een oud gidsje van New York van zijn vader gekregen en werpt zich op als de gids van het drietal. Hij wil zijn kameraden laten kennismaken met alle bezienswaardigheden van New York. Helaas voor hem zijn Gabey en Ozzie eigenlijk alleen maar geïnteresseerd in meisjes. Als ze met de metro meerijden ziet Gabey een poster van Miss Turnstiles (Miss Tourniquet). Elke maand kiest het vervoersbedrijf een nieuwe Miss, die de Amerikaanse waarden moet uitdragen. Gabey is op slag verliefd op het meisje op de poster en besluit haar te gaan zoeken. Zijn vrienden bieden aan hem te helpen. Ze krijgen hulp van Hildy Esterhazy, een vrouwelijke taxichauffeur die wel wat ziet in Chip. Hildy rijdt de matrozen langs de cultureel hoogstaande gebouwen van New York omdat Miss Turnstiles volgens de poster 'veel van haar tijd aan cultuur besteedt'. Om die reden bezoeken ze ook het Museum voor Antropologische Geschiedenis. Daar ontmoeten ze de mooie antropologe Claire, die als een blok valt voor Ozzie, omdat hij zo op een prehistorische man lijkt. Uiteindelijk vindt Gabey zijn Miss Turnstiles, die Ivy Smith blijkt te heten, in de kunstacademie. De drie koppels besluiten ieder hun weg te gaan en elkaar 's avonds te ontmoeten op het dak van het Empire State Building. Die avond hangt er romantiek in de lucht, maar hun afspraakje op de Empire State Building wordt ruw verstoord door de politie. Ze zoeken Ozzie die in het museum een geraamte van een dinosaurus heeft omgegooid. Ze vluchten en belanden in een nachtclub. Ivy zit op hete kolen omdat Gabey denkt dat ze een VIP is vanwege haar Miss Turnstilesverkiezing. In werkelijkheid werkt ze als een danseres in een ongure bar en weten de meeste inwoners van New York niet eens wie Miss Turnstiles is. Claire en Hildy proberen haar te helpen door het personeel om te kopen en Ivy als een VIP te laten behandelen. Uiteindelijk komt Gabey toch achter de waarheid en Iyv vlucht weg. De wanhopige Gabey wordt nu opgescheept met de kamergenote van Hildy, die niet alleen beschikt over een verschrikkelijk stemgeluid maar ook nog chronisch verkouden is. Gabey kan echter Ivy niet vergeten en gaat haar weer achterna. Ondertussen heeft de politie ook Ozzie weer in de gaten er volgt een hilarische achtervolging op Coney Island. Uiteindelijk belanden de drie matrozen en hun meisjes (inclusief Ivy) weer bij de boot en wordt er uitgebreid afscheid genomen.

## Rolverdeling
| Acteur        | Personage                 |
| ------------- | ------------------------- |
| Gene Kelly    | Gabey                     |
| Frank Sinatra | Chip                      |
| Betty Garrett | Hildy Esterhazy           |
| Ann Miller    | Claire Huddesen           |
| Jules Munshin | Ozzie                     |
| Vera-Ellen    | Ivy Smith/Miss Turnstiles |
| Alice Pearce  | Lucy Schmeeler            |

## Muziek
De volgende nummers zijn te horen:
- I Feel Like I'm Not Out of Bed Yet (muziek: Leonard Bernstein, tekst: Betty Comden en Adolph Green)
- New York, New York (muziek: Leonard Bernstein, tekst: Betty Comden en Adolph Green)
- Miss Turnstiles Ballet (instrumentaal) (muziek: Leonard Bernstein)
- Prehistoric Man (muziek:Roger Edens, tekst: Betty Comden en Adolph Green)
- Come Up to My Place (muziek: Leonard Bernstein, tekst: Betty Comden en Adolph Green)
- When You Walk Down Mainstreet with Me (muziek:Roger Edens, tekst: Betty Comden en Adolph Green)
- You're Awful (muziek:Roger Edens, tekst: Betty Comden en Adolph Green)
- On the Town (muziek:Roger Edens, tekst: Betty Comden en Adolph Green)
- Count on Me (muziek:Roger Edens, tekst: Betty Comden en Adolph Green)
- A Day in New York (instrumentaal) (muziek:Roger Edens)
- New York, New York (Reprise) (muziek: Leonard Bernstein, tekst: Betty Comden en Adolph Green)

Er werden maar vier nummers uit de originele Broadway Musical van 1944 te horen: I Feel Like I'm Not Out of Bed Yet, New York, New York, Miss Turnstiles en Come Up to My Place. De andere nummers werden speciaal voor de film geschreven door Roger Edens met teksten van Betty Comden en Adolph Green. Comden en Green waren ook verantwoordelijk voor de teksten van de oorspronkelijke musical.
In het nummer New York New York komt oorspronkelijke de volgende tekst voor: "New York, New York, it's a helluva town!" Dit werd door MGM veranderd in: "New York, New York, it's a wonderfull town!"

## Productie

### Scenario
Metro-Goldwyn-Mayer (MGM) produceerde een groot aantal filmmusicals tussen 1930 - 1960. Binnen MGM was een aantal creatieve groepen verantwoordelijk voor verschillende musicals. Een van die groepen was de Freed Unit, onder leiding van Arthur Freed. Freed en zijn mensen opereerden nogal onafhankelijk van de studio en waren verantwoordelijk voor een aantal kassuccessen als Easter Parade, An American in Paris en Singin' in the Rain. Het was Freed die belangstelling had voor de Broadwaymusical On the Town uit 1944. Deze musical van Leonard Bernstein met teksten van Comden en Green was gebaseerd op het ballet Fancy Free van choreograaf Jerome Robbins op muziek van Leonard Bernstein. Het ballet uitgevoerd door het American Ballet Theatre en was een groot succes. Al snel ontstond het idee het ballet aan te vullen met teksten en er een musical van te maken. Betty Comden en Adolph Green schreven de teksten voor de liedjes en het scenario. Freed vroeg MGM om de filmrechten te verkopen, maar Louis B. Mayer het hoofd van de studio lag dwars. Hij vond de musical maar niets omdat er een zwarte vrouw te zien was die danste met een blanke man. Uiteindelijk kocht MGM de rechten toch op voorwaarde dat er flink aan het materiaal werd gesleuteld. Comden en Green schreven het scenario voor de film en volgen daarbij getrouw de Broadwaymusical, al werd er nog wel het een en ander aan het verhaal veranderd. De grootste ingreep was de muziek. Slechts vier liedjes uit de oorspronkelijke musical werden overgenomen. Roger Edens schreef de muziek voor zes nieuwe liedjes.

### Acteurs
Oorspronkelijk zou George Abbott de film regisseren. Abbott was ook de regisseur van de Broadwayproductie en leek de aangewezen man. Louis B. Mayer was echter zo weinig ingenomen met de oorspronkelijke musical dat hij Abbott afwees en Stanley Donen en Gene Kelly aantrok. Kelly zou ook de rol van Gabey vertolken. Frank Sinatra, die al eerder met Kelly gewerkt had in twee musicals, stond op het toppunt van zijn roem. Hij kreeg de rol van Chip, maar moest zeer tot zijn ongenoegen opvulling onder zijn matrozenpak dragen omdat hij zo mager was. Danseres en actrice Vera-Ellen kreeg de rol van de geheimzinnige Miss Turnstiles.

### Opnamen
Gene Kelly stond er op dat de opnamen voor de film ook op locatie zouden worden opgenomen en niet alleen in de studio. Dit zorgde voor de nodige commotie aangezien alle musicals tot die tijd volledig in de studio werden opgenomen. Ann Miller die rol van Claire vertolkte hielp Kelly om Louis B. Mayer te overtuigen. Ze vertelde de studiobaas dat ze nog nooit in New York was geweest en dat de opnamen een goede gelegenheid zouden zijn. Mayer gaf uiteindelijk zijn toestemming en de crew vertrok naar New York. Niemand was gewend aan het filmen op locatie en de filmploeg huurde stationwagens waarin de camera werd geplaatst. Men hoopte vergeefs dat ze hiermee geen aandacht zouden trekken van voorbijgangers. De populariteit van met name Frank Sinatra was zo groot dat grote groepen nieuwsgierigen de opnamen omringden. Dat was niet het enige wat tegenzat, tijdens de vijf dagen dat er gefilmd werd, regende het vrijwel altijd. Desondanks maakte de ploeg opnamen bij de haven, het American Museum of Natural History, de Brooklyn Bridge, en Rockefeller Center. Ook werden opnamen gemaakt op het Empire State Building. 
Acteur Jules Munshin, die de rol van Ozzie vertolkt, had echter last van extreme hoogtevrees. Hij durfde bijna niet bij de rand van het dak te komen. Uiteindelijk bond regisseur Stanley Donen een touw vast aan de acteur (verborgen onder zijn matrozenuniform) en hield hem vast. Desondanks is te zien hoe Munshin zich voortdurend aan een acteur, een decorstuk of een muur vasthoudt. 
Actrice Ann Miller was ook een bekende tapdanseres. Tijdens het nummer "Prehistoric Man" voerde ze haar bekende 'tap spins' uit. Hierbij raakte ze per ongeluk het plastic dinosaurusgeraamte waardoor de hele constructie instortte. De opnamen moesten wachten totdat de decorbouwer het skelet weer hadden opgebouwd.

## Prijzen
De film kreeg een Oscar in de categorie Beste muziek. Er waren ook nominaties in de categorie Beste film bij de BAFTA's en Beste camerawerk bij de Golden Globes.